# 我無法相信這不是牛油！
我無法相信這不是牛油！（英語：I Can't Believe It's Not Butter!），是聯合利華所生產的代替品。

## 歷史
產品由位於美國馬利蘭州巴爾的摩的J.H.菲爾貝特公司於1979年研製，為奶油的廉價代替品；產品的名稱則來自公司秘書的丈夫在試食後的一句評語。J.H.菲爾貝特公司於1986年被聯合利華收購。產品原本只有在巴爾的摩和華盛頓出售，收購後聯合利華於1988年將之推銷至全美國；1991年開始在英國、加拿大及墨西哥有售。